# Drevni jezik
Drevni jezik je svaki jezik koji potiče iz vremena koje se može nazvati drevnim. Ne postoje formalni kriterijumi za smatranje jezika drevnim, ali tradicionalna konvencija je da se kao „drevni“ razgraniče oni jezici koji su postojali pre 5. veka. Lingvista Rodžer Vudvord je rekao da je „ono što drevni jezik čini drugačijim je možda naša svest da je nadživeo one za koje je bio intimni element psihe“.
Prema ovoj definiciji, pojam uključuje jezike koji su od antičkih vremena potvrđeni na listi jezika sa prvim pisanim izveštajima, a opisani u istorijskoj lingvistici, a posebno jezici klasične antike, kao što su tamilski, starogrčki, sanskrit i latinski. Termin može uključivati neke izumrle jezike.

## Popularna kultura
Opis izmišljenih rasa i carstava koji imaju svoje „drevne jezike“ dodaje dubinu i bogatstvo pripovedanju, čak i ako rečnik i gramatika samih jezika nikada nisu pruženi. Primeri za ovo uključuju izmišljeni jezik u Ciklus nasleđivanja romanima, jezik rase pod nazivom Drevni u Mitologiji Zvezdane kapije i razne jezike u spisima Dž. R. R. Tolkina.